# 埃尔珀斯比特尔
埃尔珀斯比特尔是德国石勒苏益格－荷尔斯泰因州的一个市镇。总面积30.17平方公里，总人口879人，其中男性449人，女性430人（2011年12月31日），人口密度29人/平方公里。